# Rosyjska szkoła geograficzna
Rosyjska szkoła geograficzna – szkoła naukowa stworzona przez M.W. Łomonosowa. Zasłynęła głównie z badań gleboznawczych W.W. Dokuczajewa, krajobrazowych S.W. Kalesnika, klimatologicznych A. Wojejkowa, oceanograficznych J.W. Szokalskiego, geografii gospodarczej M. Barańskiego. Do największych osiągnięć tej szkoły należą: poznanie warunków fizycznogeograficznych północnej i środkowej Azji, wyniki licznych badań arktycznych wybrzeży Azji wraz z wyspami polarnymi oraz wypraw dookoła świata (J.F. Kruzensztern), wokół Antarktydy (F. Bellingshausen) i wzdłuż północnych wybrzeży Azji. Poza badaniami ekspedycyjnymi specjalnością rosyjskiej szkoły geografii są geograficzne syntezy globalne.